# Omagh
Omagh (pron. /ˈəʊmə, ˈəʊmɑː/; irl. An Ómaigh, pron. [ənˠ ˈoːmˠiː]; scots Omey) è una città del Regno Unito, in Irlanda del Nord, capoluogo dell'omonimo distretto. Il suo nome irlandese significa "la pianura vergine".

## Geografia
La cittadina giace alla confluenza del Drumragh con il Camowen per formare il fiume Strule. Ha una popolazione di circa 25 000 abitanti. 
La capitale nordirlandese Belfast si trova a 109,5 km a est di Omagh, mentre Derry si trova 55 km a nord della cittadina.

## Storia
Si ritiene che le sue origini siano da rintracciare nella fondazione di una abbazia nel 792. L'Ulster American Folk Park di Omagh ospita il cottage dove nacque nel 1813 Thomas Mellon prima che emigrasse a 5 anni in Pennsylvania negli Stati Uniti. Suo figlio Andrew Mellon divenne segretario del Tesoro degli Stati Uniti.

### Attentato di Omagh del 1998
L'attentato di Omagh dell'agosto 1998, uno dei più sanguinari dall'inizio del conflitto nordirlandese. Si trattò di un'autobomba che esplose a lato di una strada trafficata uccidendo 29 persone e ferendone 220. È stato rivendicato dal Real IRA.